# Majewo Kościelne
Majewo Kościelne – wieś w Polsce położona w województwie podlaskim, w powiecie sokólskim, w gminie Sidra.

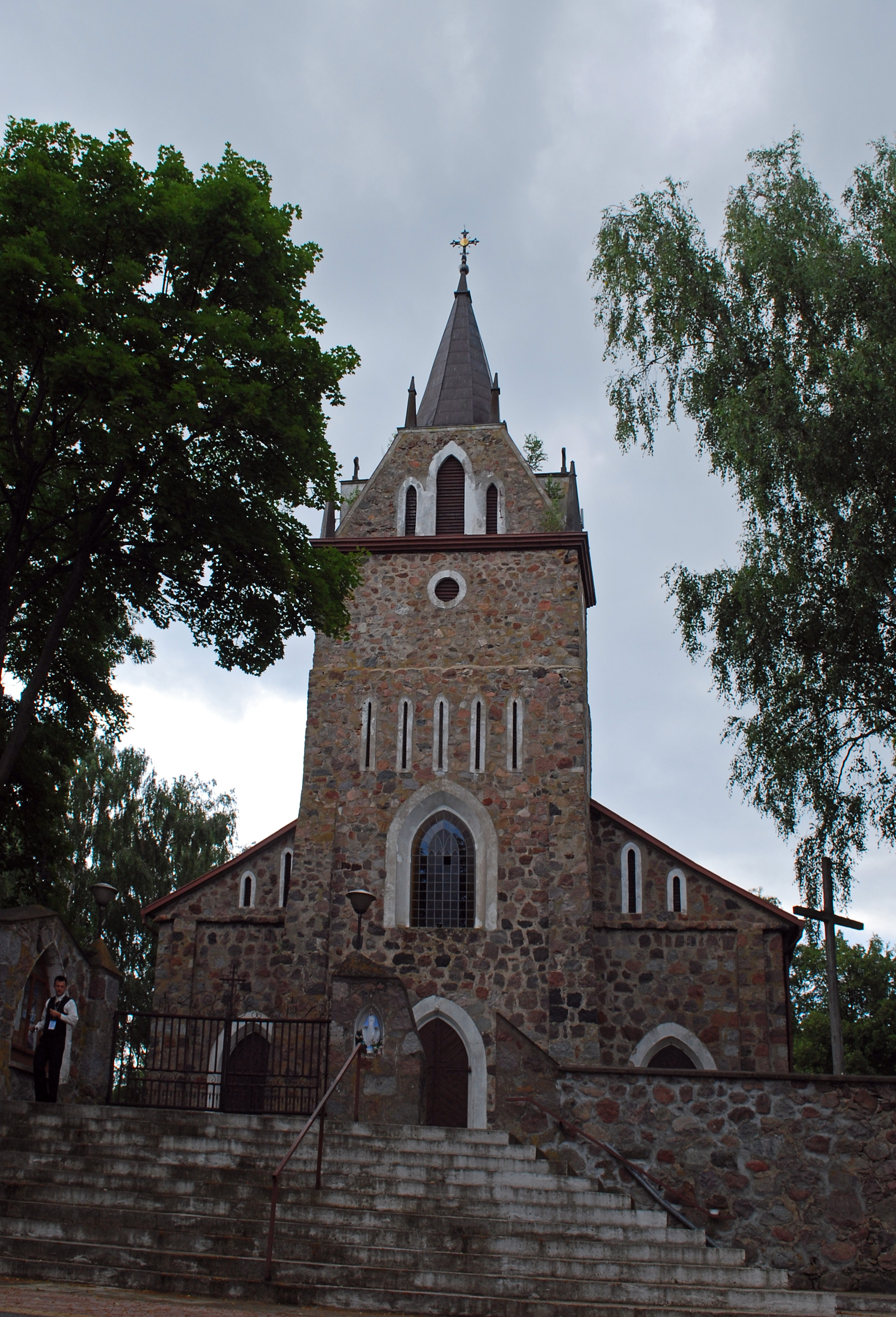
Fasada kościoła

W latach 1975–1998 miejscowość należała administracyjnie do województwa białostockiego.
Miejscowość jest siedzibą parafii rzymskokatolickiej, należącej do dekanatu Sokółka, diecezji białostockiej.
W miejscowości znajduje się cmentarz rzymskokatolicki założony w 1919.